# Георги Михайлов
Вижте пояснителната страница за други личности с името Георги Михайлов.
Георги А. Михайлов е български стопански деец, бивш кмет на Русе.

## Първи и втори мандат
За първи път става кмет, когато в качеството си на помощник заема мястото на освободилия поста Георги Губиделников, а за втори е редовно назначен след спечелените общински избори на 1 септември 1896 г. Засилва се ролята на общината за ускоряване процеса на индустриализация като отпуска общински места за строеж на фабрики, предприятия, строи с общински средства телеграфо-пощенски клон и др. През 1896 г. е създадена общинска комисия за подготовка на нов регулационен план на града. Изготвя се план на канализационната мрежа на града и се построява малка водоснабдителна станция за питейна вода, която обаче не задоволява нуждите на града. Отделят се средства за подобряване на нощното улично осветление и за направа на тротоари на по-главните улици по европейски образец. Определя се терен за строителство на общинска амбулатория, осигурява се материално общинският приют.

## Трети мандат
За втори път застава начело на общината, когато замества на кметския пост призования в армията д-р Иларион Буров. Разчита се на неговия опит да ръководи града в най-трудните години по време на Първата световна война. Най-важното събитие през второто кметуване на Г. Михайлов е тържественото откриване на градската електроцентрала на 17 февруари 1917 г.
Георги Михайлов е известен и като успешен стопански деец. Той е бил действителен член на Русенската търговско-индустриална камара и неин подпредседател през 1904 г. През двадесетте години на ХХ век се преселва в Германия. Умира в Бад Тьолц на 24 юли 1940 г.